# Gyilkosság online
A Gyilkosság online (eredeti cím: Untraceable) 2008-ban bemutatott amerikai bűnügyi thriller, amelyet Gregory Hoblit rendezett. A főszerepben Diane Lane, a mellékszerepekben pedig Billy Burke, Joseph Cross és Colin Hanks látható.
Az Amerikai Egyesült Államokban 2008. január 22-én, Magyarországon 2008. május 29-én mutatták be. A film bevételi és kritikai szempontból sem volt sikeres.

## Cselekmény
Owen Reilly meg akarja bosszulni a hozzátartozója halálát, ezért kieszel egy agyafúrt tervet. Készít egy weboldalt, amelyen élő adásban közvetíti az emberek halálát. Az oldalt nem tudják lenyomozni a rendőrök, a nyomozás zsákutcába kerül. Owen ráadásul az egyik rendőrt is kivégezte, senki sincs biztonságban. Az ügyet Jennifer Marsh kapja, a tapasztalt titkosügynök kapja, aki netes bűnözök elfogására specializálódott, de ezzel az esettel meggyűlik a baja.

## Szereplők
| Színész              | Szerep             | Magyar hang      |
| -------------------- | ------------------ | ---------------- |
| Diane Lane           | Jennifer Marsh     | Tóth Enikő       |
| Billy Burke          | Eric Box           | Czvetkó Sándor   |
| Joseph Cross         | Owen Reilly        | Hamvas Dániel    |
| Colin Hanks          | Griffin Dowd       | Seszták Szabolcs |
| Mary Beth Hurt       | Stella Marsh       | Földi Teri       |
| Peter Lewis          | Richard Brooks     | Rosta Sándor     |
| Perla Haney-Jardine  | Annie Haskins      | Pekár Adrienn    |
| Jesse Tyler Ferguson | Arthur James Elmer |                  |
| Tyrone Giordano      | Tim Wilks          | Tóth Roland      |

## Kritikák
| Értékelő               | Írta                 | Értékelés |
| ---------------------- | -------------------- | --------- |
| Chicago Sun-Times      | Roger Ebert          | 75/100    |
| Variety                | Joe Leydon           | 70/100    |
| The Hollywood Reporter | Michael Rechtshaffen | 70/100    |
| Los Angeles Times      | Kevin Crust          | 70/100    |
| Entertainment Weekly   | Clark Collis         | 67/100    |
| New York Daily News    | Jack Mathews         | 63/100    |
| The Washington Post    | Ann Hornaday         | 50/100    |
| Baltimore Sun          | Chris Kaltenbach     | 50/100    |
| Chicago Tribune        | Michael Phillips     | 38/100    |
| USA Today              | Claudia Puig         | 38/100    |
| New York Post          | Kyle Smith           | 25/100    |
| The New York Times     | Stephen Holden       | 20/100    |

## Megjelenés
A film Magyarországon 2008. október 8-án jelent meg DVD-n. A lemezen angol és magyar 5.1-es DD hangsáv van, magyar felirattal. A képformátum 1.78:1 (16:9). A Budapest Film hozta forgalomba.